# Zheng He

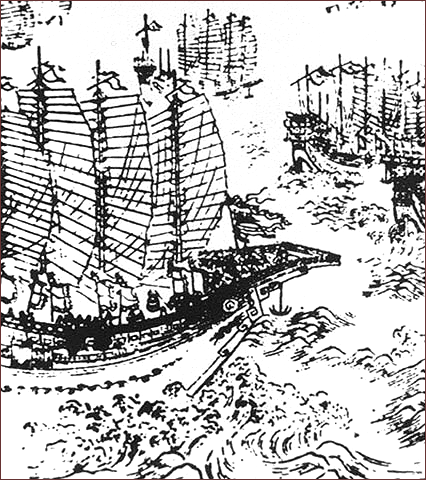
Le navi di Zheng He

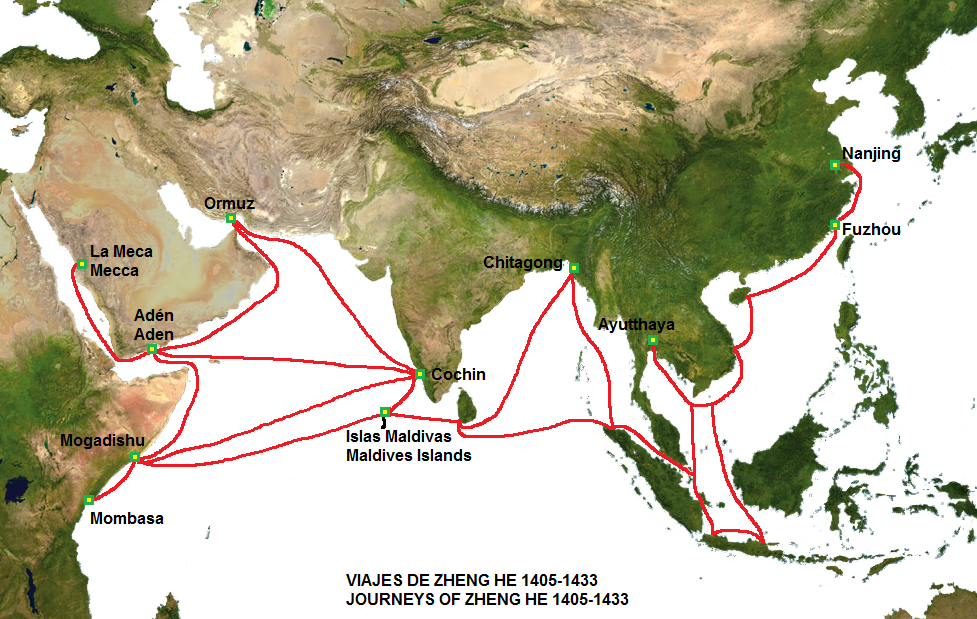
Carta dei viaggi della flotta di Zheng He

Zheng He (鄭和T, 郑和S, Zhèng HéP, Cheng HoW, nome di nascita: 馬和T,  马和S, Mǎ HéP; nome arabo: Hajji Mahmud; Kunyang, 1371 – 1434) è stato un navigatore, ammiraglio e diplomatico cinese.

## Biografia
Nel 1381, durante una delle ultime battaglie della dinastia Yuan, venne catturato bambino nell'entroterra e subì il trattamento riservato ai bambini prigionieri: la castrazione. Messo a servizio della corte divenne membro della dinastia dei Ming, eunuco reale e compagno di giochi del piccolo principe Zhu Di. Aiutò quest'ultimo a compiere una rivolta contro il padre, l'imperatore Hongwu. Zhu Di, che assunse il nome di Yongle, una volta salito al trono come nuovo imperatore ordinò nel 1403 la costruzione di una flotta imperiale per scopi mercantili, come flotta da guerra e per gli affari diplomatici.
L'imperatore Yongle mise al comando di tutta la flotta Zheng He, che fu nominato ammiraglio. Di religione musulmana, Zheng He venne quindi incaricato dall'imperatore di effettuare spedizioni navali a carattere diplomatico, scientifico e commerciale nei mari occidentali, guidando una flotta di grandi giunche imperiali che includeva anche navi mercantili, le cosiddette navi dei tesori.

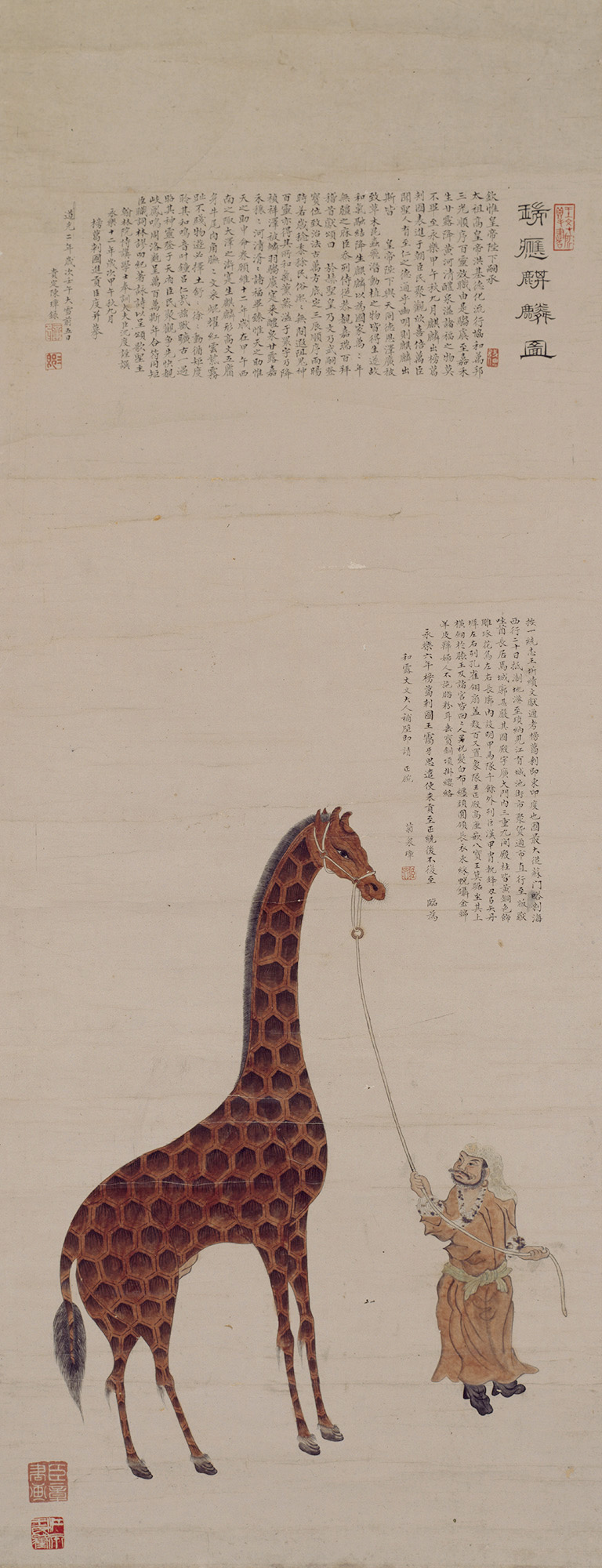
La giraffa da del Sultano del Bengala, donata a Zhang He e portata in Cina nel serraglio imperiale.

Secondo la versione ufficiale, la flotta avrebbe dovuto cercare l'imperatore Jianwen (1377-1402), scomparso misteriosamente con la guerra civile che vide salire al trono Yongle, mentre secondo il professore d'ingegneria marittima Xin Yuan'ou, dell'Università di Shanghai Jiaotong, l'impero cinese, minacciato dalle armate del Tamerlano (1336-1405) che aveva già conquistato gran parte dell'Asia, avrebbe mandato Zheng He in cerca di alleati.
L'enorme flotta, all'epoca la più grande del mondo, comandata da Zheng He (secondo alcuni studi composta da 317 navi misuranti sino a 130x54 m ed equipaggiate con 12 vele e con 28 000 soldati a bordo) partì per il primo viaggio nell'Oceano Indiano, raggiungendo le coste orientali dell'Africa, il Mar Rosso, il Giappone e la Corea.
Dato il successo della prima spedizione fu incaricato di condurne una seconda nei mari dell'Indocina, dell'Indonesia e dell'India meridionale, spingendosi sino a toccare le coste arabiche meridionali e dell'Africa orientale tra l'attuale Somalia e il Kenya. Tra il 1405 e il 1433 effettuò in tutto sette viaggi; l'ultimo di questi (affrontato con 300 navi e circa 27.500 uomini) durò dal 1431 al 1433: la flotta comandata da Zheng He visitò i porti di Champa (oggi in Vietnam) e Giava, oltre a Palembang, Malacca, Ceylon e Calcutta. Tra i successi diplomatici della spedizione si ricorda la dissuasione del re del Siam a minacciare il Regno di Malacca.

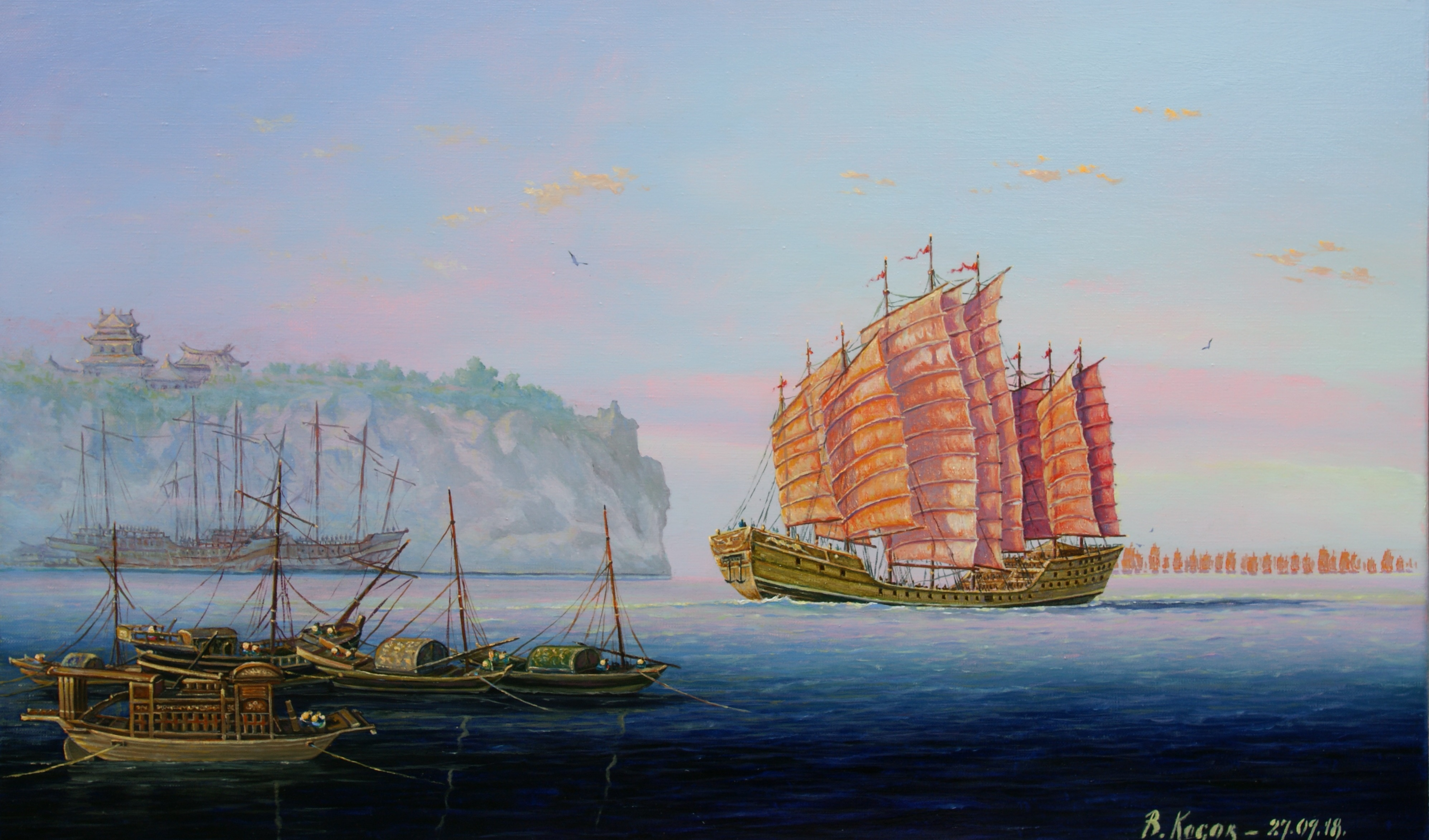
Nave del tesoro (Bao Xuan) Zheng He

Da Calcutta una parte della flotta continuò il viaggio verso ovest costeggiando il corno d'Africa sino a Malindi e commerciando sul Mar Rosso; in tale viaggio molti dei marinai cinesi poterono probabilmente visitare la Mecca. Zheng He invece, che era probabilmente rimasto a Calcutta, morì nel viaggio di ritorno e fu seppellito in mare.
Anche se le grandi spedizioni di Zheng He sono un fatto storico, ancora oggi si discute sui limiti raggiunti dalle esplorazioni cinesi. Il professor Chen Hsin-hsiung dell'Università Nazionale Cheng Kung di Tainan (Taiwan), sostiene ad esempio che le fonti non attestano se sia stata effettivamente la flotta di Zheng He a raggiungere l'Africa.

### Ipotesi del 1421
L'ex-ufficiale della Royal Navy Gavin Menzies, nel libro 1421: La vera storia della spedizione cinese che scoprì l'America, ha sostenuto che, nel corso del sesto (1421-1423) dei suoi sette viaggi esplorativi, la flotta di Zheng He (composta da navi agli ordini dei capitani Zhou Wen, Zhou Man, Yang Qing e Hong Bao) avrebbe scoperto l'Australia, la Nuova Zelanda, le Americhe, l'Antartico, la costa settentrionale della Groenlandia ed il Passaggio a nord-est. Queste conoscenze sarebbero poi state censurate perché i mandarini, i burocrati della corte imperiale, temevano che il costo di ulteriori spedizioni avrebbe danneggiato l'economia cinese. Secondo l'ufficiale, già poco dopo, nel 1428, i portoghesi entrarono in possesso di una carta della terra cinese che un mercante veneziano, Niccolò Da Conti, avrebbe avuto navigando con Zheng He.
L'"ipotesi del 1421", che ha avuto una notevole risonanza presso il grande pubblico, è stata completamente respinta dagli storiografi, in quanto priva di basi fattuali: gli argomenti del libro di Menzies sono quasi esclusivamente congetture e ipotesi.